# Solucja
Solucja (z ang. solution – rozwiązanie) – tekst zawierający opis, jak ukończyć grę komputerową. Tekst solucji składa się najczęściej ze zdań rozkazujących opisujących kolejne czynności. W tekście są zawarte najczęściej sposoby rozwiązania zagadek w grze lub wymienione są odpowiednie czynności doprowadzające do posunięcia fabuły naprzód.
Solucja może być ogólna, to znaczy może zawierać opis tylko najważniejszych czynności bez dokładniejszego wnikania, lub też szczegółowa – zawierająca dokładne informacje o tym, jak rozwiązać dany problem w grze albo jakie czynności wykonywać przez co bywa bardzo rozwlekła. Z reguły nie powinna ujawniać treści fabuły albo przynajmniej ograniczać to do niezbędnego minimum. Powinna być też obiektywna. Solucja, w przeciwieństwie do poradnika, wymienia czynności, które gracz najczęściej musi wykonać, aby ukończyć grę bądź rozwikłać daną zagadkę.
Treść solucji jest najczęściej napisana z użyciem trybu rozkazującego („Weź”, „Zobacz”, „Przesuń”, „Porozmawiaj”), jednak zdarzają się solucje napisane w pierwszej osobie, w której bohater „opowiada”, jak radził sobie w sytuacjach, które zawiera fabuła gry („Zrobiłem”, „Wziąłem”, „Zobaczyłem”, „Porozmawiałem”).
Solucje w zdecydowanej większości opisują gry przygodowe i podgatunki np. Survival horrory, gry przygodowo – zręcznościowe oraz czasem gry fabularne i zręcznościowe. Rzadko pojawiają się solucje innych gatunków gier np. strzelanek. Solucje do innych gatunków posiadają często również dołączone FAQ.